# Senlisse
Senlisse est une commune française située dans le département des Yvelines en région Île-de-France.

## Géographie

### Situation
Senlisse est située à environ 2 km au nord de Cernay-la-Ville.

### Hydrographie
- Le ru des Vaux, affluent de l'Yvette traverse la commune sur 3,453 km[1].

### Hameaux de la commune
- Garnes.

#### Toponymie
Le nom du hameau de Garnes  attesté aux XIIIe siècle et XIVe siècle, est à rapprocher du terme dialectal, relevé en banlieue parisienne, garneau (–galet siliceux).

### Communes voisines
Les communes sont Dampierre-en-Yvelines au nord, Choisel à l'est, Cernay-la-Ville au sud, Auffargis à l'ouest sur environ 500 m et Les Essarts-le-Roi au nord-ouest.

### Transports et voies de communications
La commune est desservie par les lignes 39.003, 39.103 et 39.35A du réseau de bus Centre et Sud Yvelines.

### Climat
Pour des articles plus généraux, voir Climat de l'Île-de-France et Climat des Yvelines.
En 2010, le climat de la commune est de type climat océanique dégradé des plaines du Centre et du Nord, selon une étude du CNRS s'appuyant sur une série de données couvrant la période 1971-2000. En 2020, Météo-France publie une typologie des climats de la France métropolitaine dans laquelle la commune est exposée à un climat océanique altéré et est dans la région climatique Sud-ouest du bassin Parisien, caractérisée par une faible pluviométrie, notamment au printemps (120 à 150 mm) et un hiver froid (3,5 °C).
Pour la période 1971-2000, la température annuelle moyenne est de 10,7 °C, avec une amplitude thermique annuelle de 15 °C. Le cumul annuel moyen de précipitations est de 670 mm, avec 11,3 jours de précipitations en janvier et 7,8 jours en juillet. Pour la période 1991-2020, la température moyenne annuelle observée sur la station météorologique la plus proche, située sur la commune de Choisel à 3 km à vol d'oiseau, est de 11,1 °C et le cumul annuel moyen de précipitations est de 709,1 mm,. Pour l'avenir, les paramètres climatiques de la commune estimés pour 2050 selon différents scénarios d'émission de gaz à effet de serre sont consultables sur un site dédié publié par Météo-France en novembre 2022.
| Mois                                  | jan.             | fév.             | mars           | avril         | mai           | juin           | jui.           | août          | sep.         | oct.          | nov.            | déc.             | année      |
| ------------------------------------- | ---------------- | ---------------- | -------------- | ------------- | ------------- | -------------- | -------------- | ------------- | ------------ | ------------- | --------------- | ---------------- | ---------- |
| Température minimale moyenne (°C)     | 1,3              | 1                | 3,1            | 5             | 8,4           | 11,4           | 13,2           | 13            | 10,1         | 7,4           | 4,1             | 1,6              | 6,6        |
| Température moyenne (°C)              | 4                | 4,4              | 7,5            | 10,1          | 13,8          | 17             | 19,2           | 19            | 15,4         | 11,6          | 7,2             | 4,2              | 11,1       |
| Température maximale moyenne (°C)     | 6,7              | 7,7              | 11,9           | 15,3          | 19,2          | 22,6           | 25,1           | 25            | 20,8         | 15,8          | 10,4            | 6,9              | 15,6       |
| Record de froid (°C) date du record   | −14,2 14.01.1979 | −13,5 07.02.1991 | −10,4 13.03.13 | −4,5 15.04.19 | −1 07.05.1997 | 2,2 04.06.1991 | 4,9 19.07.1974 | 4,3 21.08.14  | 1,8 30.09.12 | −4 30.10.1997 | −9,5 24.11.1998 | −10,6 29.12.1996 | −14,2 1979 |
| Record de chaleur (°C) date du record | 15,5 27.01.03    | 18,5 24.02.1990  | 24 29.03.1989  | 28 21.04.18   | 31,6 28.05.17 | 36,4 27.06.11  | 37,5 01.07.15  | 39,5 06.08.03 | 33 05.09.13  | 28,5 03.10.11 | 21 08.11.15     | 16,5 07.12.00    | 39,5 2003  |
| Précipitations (mm)                   | 61,4             | 51,7             | 51,5           | 48,9          | 67,8          | 61,5           | 52,4           | 56,3          | 51,6         | 65,8          | 64,7            | 75,5             | 709,1      |

## Urbanisme

### Typologie
Au 1er janvier 2024, Senlisse est catégorisée bourg rural, selon la nouvelle grille communale de densité à sept niveaux définie par l'Insee en 2022.
Elle est située hors unité urbaine. Par ailleurs la commune fait partie de l'aire d'attraction de Paris, dont elle est une commune de la couronne,. Cette aire regroupe 1 929 communes,.

### Occupation des solssimplifiée
Le territoire de la commune se compose en 2017 de 92,71 % d'espaces agricoles, forestiers et naturels, 3,98 % d'espaces ouverts artificialisés et 3,31 % d'espaces construits artificialisés.

### Occupation des sols détaillée
Le tableau ci-dessous présente l'occupation des sols de la commune en 2018, telle qu'elle ressort de la base de données européenne d’occupation biophysique des sols Corine Land Cover (CLC).
| Type d’occupation                             | Pourcentage | Superficie (en hectares) |
| --------------------------------------------- | ----------- | ------------------------ |
| Tissu urbain discontinu                       | 6,2 %       | 50                       |
| Terres arables hors périmètres d'irrigation   | 18,2 %      | 148                      |
| Vergers et petits fruits                      | 3,4 %       | 28                       |
| Prairies et autres surfaces toujours en herbe | 10,0 %      | 82                       |
| Forêts de feuillus                            | 57,3 %      | 466                      |
| Forêts mélangées                              | 4,8 %       | 39                       |
| Source : Corine Land Cover                    |             |                          |

## Toponymie
Le nom de la localité est mentionné sous les formes Scindelicias en 862,  Cenlicias en 1215, Senliciæ au XIIIe siècle, Senlices, Senlisses en 1801.
Scindelicias en 862, désigne des « (maisons) couvertes de bardeaux », du latin scindula– (bardeau).
Le nom de Senlisse viendrait du latin Scindeliciae (cordons brisés), nom qui apparaît en 862 lors du don du domaine à l'abbaye de Saint-Denis par Charles II le Chauve[réf. nécessaire].

## Histoire
Fin XVIe et début XVIIe siècle, il est fait état d'un fief et d'un seigneur de la Cour-Senlisse, dépendant de la châtellenie de Beaurain.
Le domaine est ensuite acquis par Claude de Lorraine, duc de Chevreuse durant le règne de Louis XIII et devient, en 1739, propriété de Charles Louis d'Albert, duc de Luynes.
En 1842, le duc de Luynes Honoré Théodoric d'Albert dote la commune d'une mairie et d'une école (deux bâtiments accolés) suivi d'une cantine.

## Politique et administration

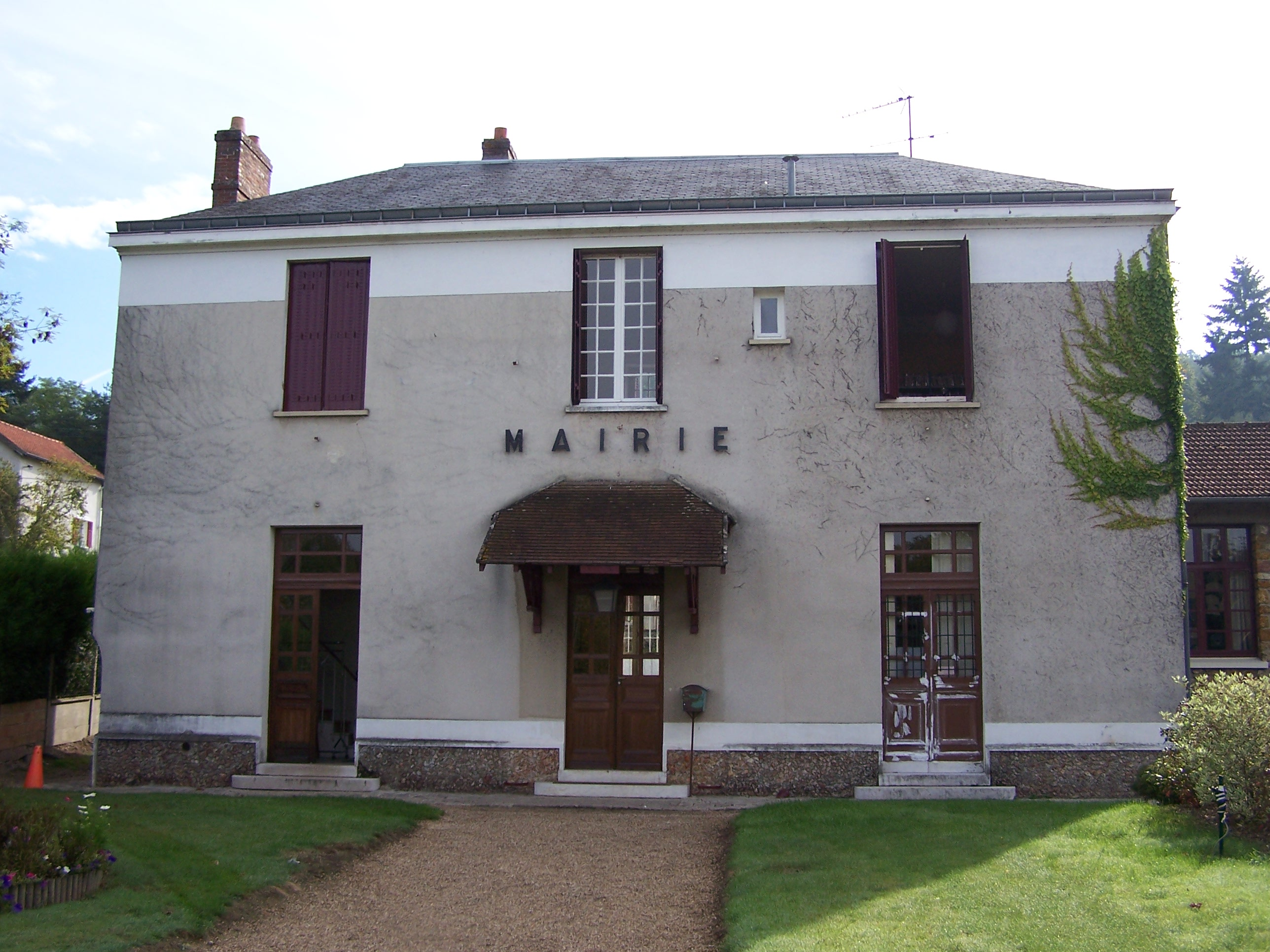
La mairie.

### Liste des maires
| Période                                  | Période      | Identité             | Étiquette | Qualité |
| ---------------------------------------- | ------------ | -------------------- | --------- | ------- |
| Les données manquantes sont à compléter. |              |                      |           |         |
| 2001                                     | 2008         | Jean-Michel Gougerot |           |         |
| 2008                                     | Juillet 2017 | Jacques Fidelle      |           |         |
| Juillet 2017                             | En cours     | Claude Benmussa      |           |         |

## Population et société

### Démographie

#### Évolution démographique
L'évolution du nombre d'habitants est connue à travers les recensements de la population effectués dans la commune depuis 1793. Pour les communes de moins de 10 000 habitants, une enquête de recensement portant sur toute la population est réalisée tous les cinq ans, les populations de référence des années intermédiaires étant quant à elles estimées par interpolation ou extrapolation. Pour la commune, le premier recensement exhaustif entrant dans le cadre du nouveau dispositif a été réalisé en 2005.

En 2022, la commune comptait 509 habitants, en évolution de +2 % par rapport à 2016 (Yvelines : +2,72 %, France hors Mayotte : +2,11 %).
| 1793 | 1800 | 1806 | 1821 | 1831 | 1836 | 1841 | 1846 | 1851 |
| ---- | ---- | ---- | ---- | ---- | ---- | ---- | ---- | ---- |
| 498  | 515  | 520  | 487  | 482  | 499  | 484  | 481  | 472  |

| 1856 | 1861 | 1866 | 1872 | 1876 | 1881 | 1886 | 1891 | 1896 |
| ---- | ---- | ---- | ---- | ---- | ---- | ---- | ---- | ---- |
| 442  | 425  | 428  | 370  | 348  | 441  | 502  | 453  | 464  |

| 1901 | 1906 | 1911 | 1921 | 1926 | 1931 | 1936 | 1946 | 1954 |
| ---- | ---- | ---- | ---- | ---- | ---- | ---- | ---- | ---- |
| 492  | 481  | 450  | 483  | 512  | 528  | 445  | 409  | 477  |

| 1962 | 1968 | 1975 | 1982 | 1990 | 1999 | 2005 | 2006 | 2010 |
| ---- | ---- | ---- | ---- | ---- | ---- | ---- | ---- | ---- |
| 403  | 380  | 435  | 413  | 425  | 484  | 520  | 533  | 541  |

| 2015 | 2020 | 2022 | - | - | - | - | - | - |
| ---- | ---- | ---- | - | - | - | - | - | - |
| 507  | 503  | 509  | - | - | - | - | - | - |

#### Pyramide des âges
En 2018, le taux de personnes d'un âge inférieur à 30 ans s'élève à 25,2 %, soit en dessous de la moyenne départementale (38 %). À l'inverse, le taux de personnes d'âge supérieur à 60 ans est de 34,8 % la même année, alors qu'il est de 21,7 % au niveau départemental.
En 2018, la commune comptait 244 hommes pour 251 femmes, soit un taux de 50,71 % de femmes, légèrement inférieur au taux départemental (51,32 %).
Les pyramides des âges de la commune et du département s'établissent comme suit.
| Hommes | Classe d’âge | Femmes |
| ------ | ------------ | ------ |
| 1,2    | 90 ou +      | 0,8    |
| 9,3    | 75-89 ans    | 11,4   |
| 24,6   | 60-74 ans    | 22,4   |
| 27,8   | 45-59 ans    | 23,5   |
| 13,7   | 30-44 ans    | 14,9   |
| 10,1   | 15-29 ans    | 11,0   |
| 13,3   | 0-14 ans     | 16,1   |

| Hommes | Classe d’âge | Femmes |
| ------ | ------------ | ------ |
| 0,6    | 90 ou +      | 1,4    |
| 6      | 75-89 ans    | 7,8    |
| 13,5   | 60-74 ans    | 14,8   |
| 20,7   | 45-59 ans    | 20,1   |
| 19,6   | 30-44 ans    | 19,9   |
| 18,5   | 15-29 ans    | 16,8   |
| 21,2   | 0-14 ans     | 19,2   |

## Économie
- Exploitations agricoles.

## Culture locale et patrimoine

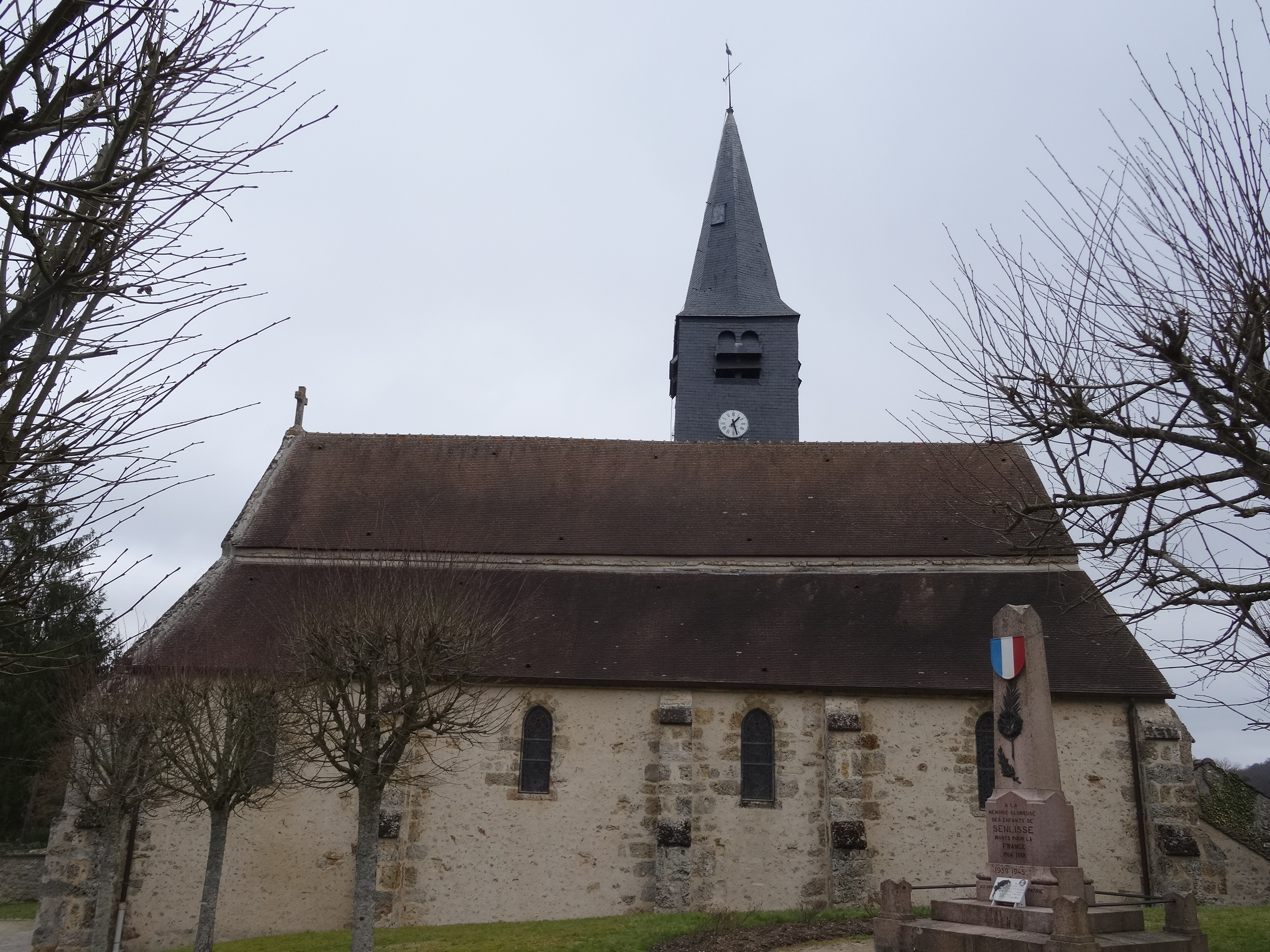
L'église Saint-Denis.

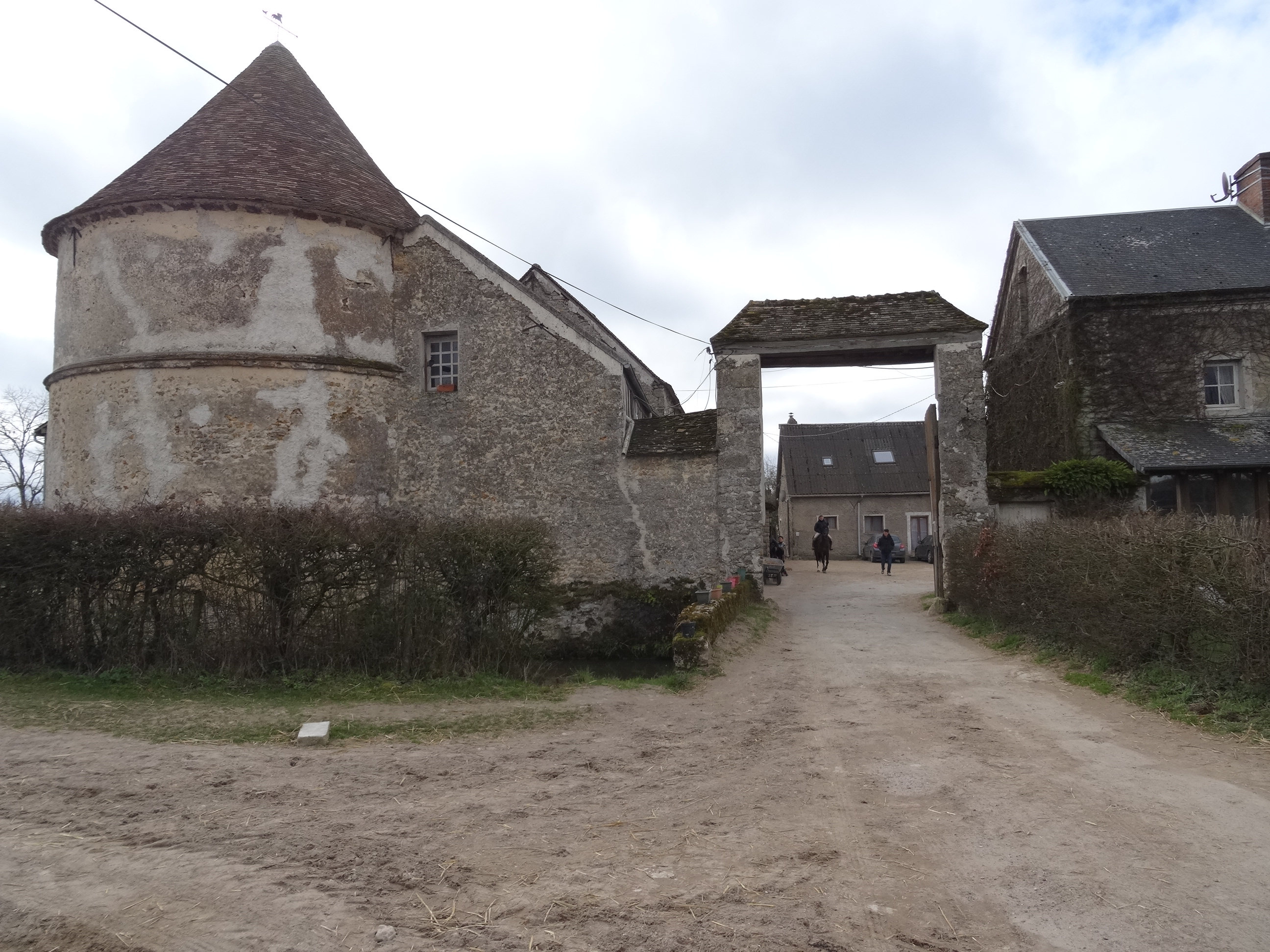
La ferme fortifiée de Malvoisine.

### Lieux et monuments
- L'église Saint-Denis date du XIIIe siècle et une « Vierge à l'enfant » orne le tympan du porche d'entrée. Elle abrite un  orgue historique de facture hollandaise du XIXe siècle.
- Le Château de la Cour Senlisse, inscrit monument historique, date du XVIIe siècle[23]. Il est aujourd'hui propriété privée.
- Le lavoir, sur le ru des Vaux-de-Cernay, date de la fin du XIXe siècle.

Il a été restauré en 1986 mais aujourd'hui, il est plus ou moins à l'abandon et est utilisé pour entreposer du matériel de voirie communale (bidons, barrières, chaises).
- Ferme fortifiée de Malvoisine.

Ancienne ferme abritant le Haras de Malvoisine.
- Monument à la mémoire du peintre Germain Pelouse.

### Personnalités liées à la commune
- Léon Germain Pelouse (1838-1891), peintre considéré comme le chef de file de l'« école de Cernay ».
- Gilbert Guilleminault (1914-1990), rédacteur en chef et auteur.